# 沪港高速动车组列车
沪港高速动车组列车是中国铁路所运营的一条客运路线，往来上海市上海虹橋站及香港特別行政區香港西九龍站。

## 歷史

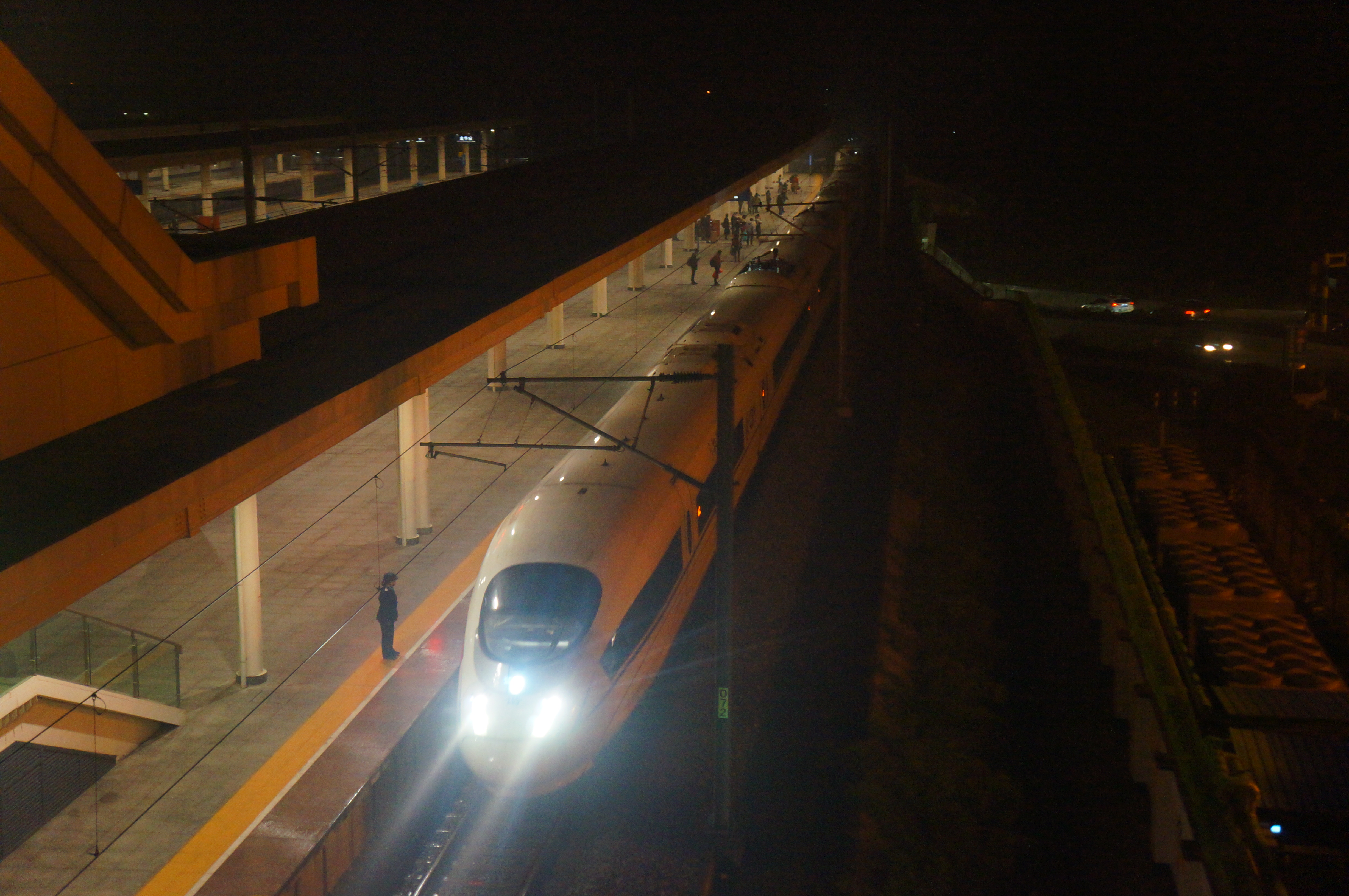
CRH380BL担当的G1302次列车驶入金华站，2016年11月

此班次原為开行于2014年12月10日的沪廣高速动车组列车G1302/G1303次。2018年7月1日起，因应广深港客运专线香港段即将開通，該列车改為G99/100次，并于2018年9月23日起经广深港高速铁路延长至香港西九龙站。
担当沪港列车的乘务由上海客运段经过三轮选拔后挑选。选中的乘务员在进港前还进行了业务专题培训，包括了解广深港高速铁路跨境旅客运输组织与现行普通高速动车所不一致的地方，并学习掌握一定的常用乘务英语和常用粤语，以配合沪港跨境运输的实际。
2018年10月18日，中國鐵總及港鐵公司宣布，受鐵路施工工程影響，當日起暫停預售11月11日開始往來香港西九龍及上海虹橋的車票。有指此安排乃受沪昆客專江山站及玉山南站之間的維修工程所影響。车票于10月25日恢复预售，但列车于11月12日至12月25日间双向不停靠上饶站。
2020年1月30日起因香港西九龙站管制站受湖北省爆發疫情影響而关闭，列车运行区间缩短至上海虹桥-广州南，已購票乘客可獲無條件退款。
配合赣深高速鐵路通车，G99/G100次1对于2022年1月10日起恢復往來深圳，南昌至深圳区间改经昌福鐵路、朴樹聯絡線和京港高速铁路（昌赣-赣深段）南下，列车需在南昌西站调向，并改为停靠赣州西站、河源东站、惠州北站和光明城站，不再停靠長沙南站、韶關站和廣州南站。
2023年4月1日，运行区间恢复为上海虹桥-香港西九龙。首趟恢复运行区间后的列车1100多张车票售罄，其中200多人会在香港西九龙站下车。
2025年1月5日起，配合沪苏湖高速铁路开通与列车运行图调整，上海至赣州区间改经沪苏湖高铁、合杭高速铁路、杭昌高速铁路和何家聯絡線运行，改停靠苏州南站、杭州西站、黃山北站和南昌東站，不再停靠杭州東站、金華站、上饒站和南昌西站，使得列车无需在南昌枢纽调向，亦成为江苏省和安徽省的首趟进港列车。同年7月1日起，增停景德鎮北站。

## 列车编组
- 以下数据截至2025年7月1日：

G99/100次使用配属上海局集团上海动车段上海虹橋动车运用所的复兴号CR400BF-A型電力动车组，编组如下：
| 车厢编号 | 1                   | 2           | 3           | 4           | 5                 | 6           | 7           | 8                   |
| 车型     | ZYS 一等座车/商务车 | ZE 二等座车 | ZE 二等座车 | ZE 二等座车 | ZEC 二等座车/餐车 | ZE 二等座车 | ZE 一等座车 | ZES 二等座车/商务车 |
| 定員     | 5+32                | 93          | 93          | 78          | 83                | 93          | 93          | 6+43                |

- 商務座方面，1車採用一等座與蛋殼商務座合造布局（定員37名，觀光區5名+後艙32名），8車則採用天玄商務座與二等座合造布局（定員49名，商務座6名+二等座43名）。

## 运营状况

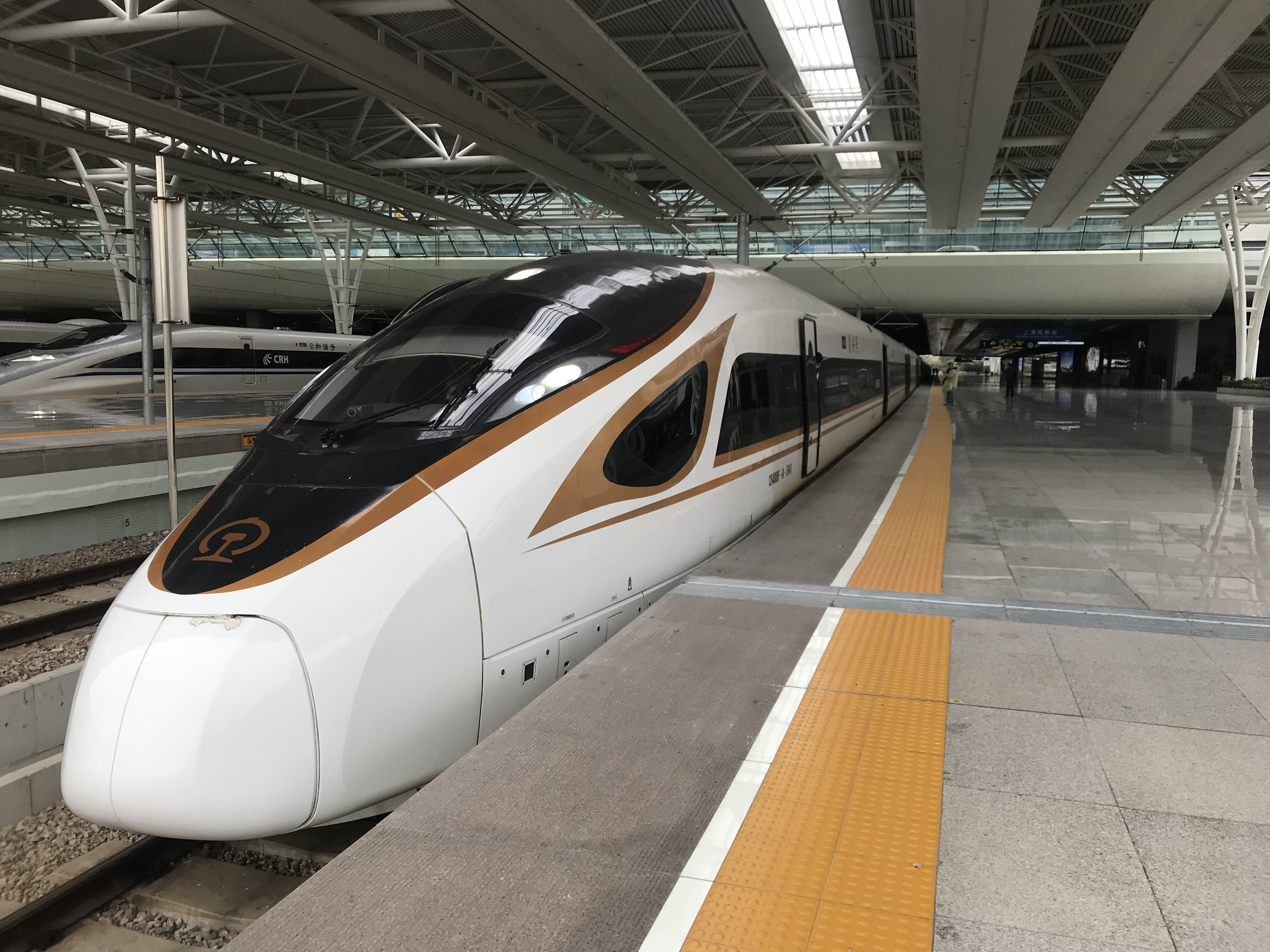
G99次列车于上海虹桥站1号站台待发

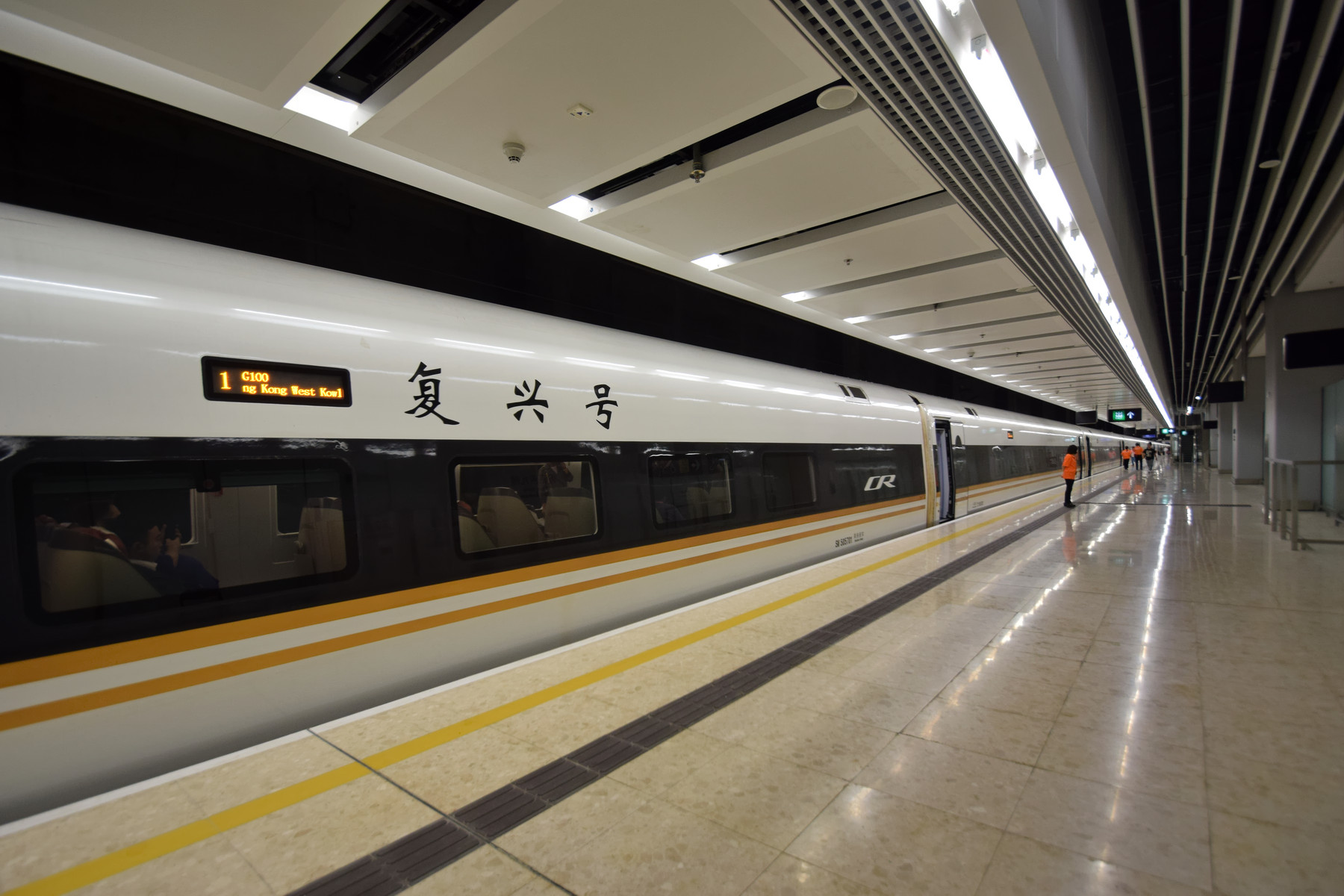
G100次復興號CR400BF-A電力動車組在香港西九龍站8號月台

截至2025年7月1日时刻表安排，目前每天从上海虹橋站及香港西九龍站各发出一趟列车，上海虹橋站发车时间为13:53（G99次），香港西九龍站发车时间为11:37（G100次），双向列车均会停靠苏州南站、杭州西站、黃山北站、景德鎮北站、南昌東站、赣州西站、惠州北站及深圳北站，其中G99次列车会额外停靠光明城站，G100次列车会额外停靠河源东站。
目前G99/100次列车由中国铁路上海局集团担当，配车采用复兴号CR400BF-A型电力动车组，相关车底及交路亦会与香港西九龙至广州南的G6503/4次列車套跑，交路隔日完成。

### 列车乘务与旅客服务
为更好服务沪港两地旅客，上海客运段安排乘务经验丰富、服务水平优异、英语基础良好的中共党员列车长和乘务员担当列车乘务工作，并在前期进行各项专业技能培训。该列车车队还邀请了国保支队民警就国安法、涉外纪律以及粤语、香港旅游交通等进行各类专题培训。在旅客服务上，除在列车上推出铁路畅行码、“一个好觉”等基础服务外，还更新了旅客须知、“一地两检”流程图及香港西九龙车站介绍等信息，提供商务座红酒、粤语播报等特色服务，并增配国标转换插头。

## 影响
香港苹果日报在沪港高速动车组列车开通后派三路记者从香港市区出发，分别乘坐飞机、高铁和动卧前往上海，測試長途交通哪種方法更快捷、省錢和舒適。测试结果得出飛機不僅便宜，比高鐵節省起碼3小時，亦在服务、餐食、票价及行李携带数量上的体验优于高铁，而高铁因座位宽敞，在舒适度上更胜飞机一筹。
沪港高速动车组列车的开行给南昌市前往香港多了一种前往香港的选择，虽然运行时间较飞机长，但票价比飞机票便宜。
此对列车在2018年9月23日至2020年1月29日期间是沪深间唯一一对经由沪昆客运专线前往长沙南站，随后经由京广-广深港高铁的G字头动车组列车。G99/100次列车的开行方便了沪昆客运专线东段沿途城市市民前往深圳及香港兩地。
2025年1月5日铁路调图后，该列车在杭州的停站改为杭州西站。由于杭州城西有众多科技企業、互聯網企業与香港联系密切，此次调整令频繁商务往来的工作者更为便利。为方便旅客辦理港澳簽註，杭州西站便民服務中心開設自助办理港澳個人旅遊簽註的業務。